# Chimarra dolabrifera
Chimarra dolabrifera är en nattsländeart som beskrevs av Oliver S. Flint Jr. och Reyes-arrunategui 1991. Chimarra dolabrifera ingår i släktet Chimarra och familjen stengömmenattsländor. Inga underarter finns listade i Catalogue of Life.